# Marek Niit
Marek Niit (Kuressaare, 9 agosto 1987) è un velocista estone, detentore di numerosi record nazionali.

## Palmarès
| Anno | Manifestazione    | Sede       | Evento        | Risultato        | Prestazione | Note             |
| ---- | ----------------- | ---------- | ------------- | ---------------- | ----------- | ---------------- |
| 2005 | Europei juniores  | Kaunas     | 100 m piani   | Semifinale       | 10"85       |                  |
| 2005 | Europei juniores  | Kaunas     | 200 m piani   | 6º               | 21"47       |                  |
| 2006 | Europei           | Göteborg   | 4×100 m       | 5º               | 39"74       |                  |
| 2006 | Mondiali juniores | Pechino    | 200 m piani   | Oro              | 20"96       |                  |
| 2007 | Europei indoor    | Birmingham | 60 m piani    | Batteria         | 6"87        |                  |
| 2007 | Europei under 23  | Debrecen   | 200 m piani   | Semifinale       | 27"46       |                  |
| 2009 | Europei under 23  | Kaunas     | 200 m piani   | 5º               | 20"88       |                  |
| 2009 | Europei under 23  | Kaunas     | 4×400 m       | 8º               | 3'12"30     |                  |
| 2009 | Mondiali          | Berlino    | 200 m piani   | Quarti di finale | dns         |                  |
| 2011 | Universiadi       | Shenzhen   | 200 m piani   | 8º               | 21"09       |                  |
| 2011 | Mondiali          | Taegu      | 100 m piani   | Batteria         | 10"53       |                  |
| 2011 | Mondiali          | Taegu      | 200 m piani   | Batteria         | 20"90       |                  |
| 2012 | Europei           | Helsinki   | 200 m piani   | Semifinale       | 21"44       |                  |
| 2012 | Giochi olimpici   | Londra     | 100 m piani   | Batteria         | 10"40       |                  |
| 2012 | Giochi olimpici   | Londra     | 200 m piani   | Batteria         | 20"82       |                  |
| 2014 | Mondiali indoor   | Sopot      | 400 m piani   | Semifinale       | 47"67       |                  |
| 2014 | Europei           | Zurigo     | 200 m piani   | Batteria         | 21"04       |                  |
| 2014 | Europei           | Zurigo     | 400 m piani   | Semifinale       | 45"80       |                  |
| 2014 | Europei           | Zurigo     | 4×100 m       | Batteria         | 39"52       | Record nazionale |
| 2015 | Europei indoor    | Praga      | 400 m piani   | Batteria         | 47"79       |                  |
| 2016 | Mondiali indoor   | Portland   | 400 m piani   | Batteria         | 47"39       |                  |
| 2016 | Europei           | Amsterdam  | 100 m piani   | Batteria         | 10"48       |                  |
| 2016 | Europei           | Amsterdam  | 200 m piani   | Batteria         | 21"93       |                  |
| 2016 | Europei           | Amsterdam  | 4×400 m       | Batteria         | 3'10"63     |                  |
| 2019 | Europei           | Minsk      | 4×400 m mista | 17º              | 3'24"11     |                  |